# 武州日野站

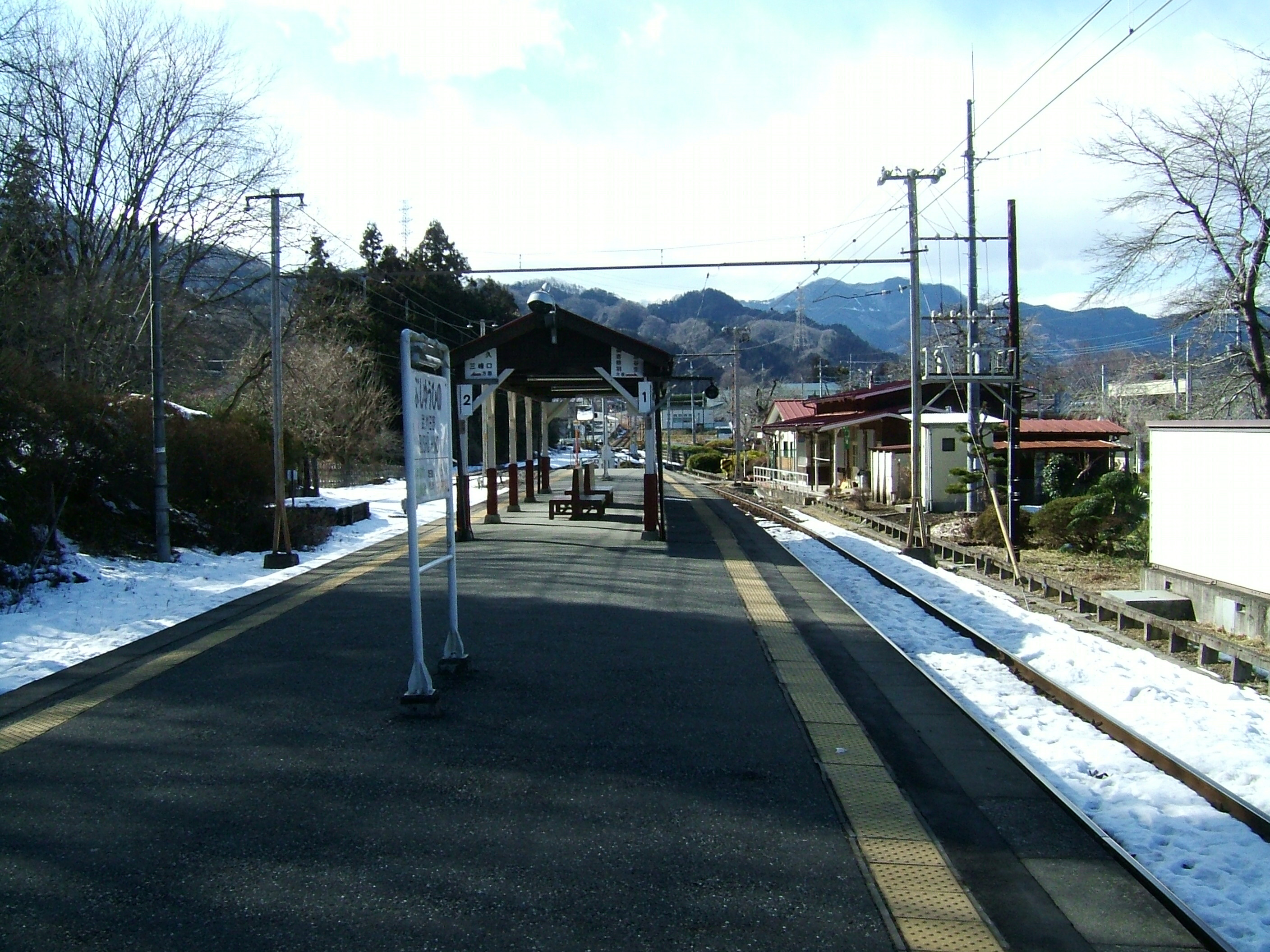
月台（2008年2月）

武州日野站（日语：／ Bushū-Hino eki */?）是位於埼玉縣秩父市荒川日野822番2號，秩父鐵道的秩父本線車站。

## 歷史
- 1930年（昭和5年）3月15日 - 車站啟用。

## 車站構造
此站是地面車站，設有1面2線的島式月台。車站南邊設有側線。此站是由三峰口站管理的業務委託車站。
車站職員當值時間為平日的星期二、四、五7:50～16:50，和星期六日8:30～17:00，其餘時間沒有職員當值。
在檢票口外設有廁所。

### 月台
| 月台 | 路線    | 方向                                                                    |
| ---- | ------- | ----------------------------------------------------------------------- |
| 1    | ■秩父線 | 秩父、長瀞、寄居、熊谷、行田市、羽生、 ■西武線直通 飯能、所澤、池袋方向 |
| 2    | ■秩父線 | 三峰口方向                                                              |

## 使用狀況
- 在2018年度1日平均乘車人次為93人[1]。

| 年度               | 1日平均 乘車人次 |
| ------------------ | ---------------- |
| 2009年（平成21年） | 148              |
| 2010年（平成22年） | 137              |
| 2011年（平成23年） | 120              |
| 2012年（平成24年） | 113              |
| 2013年（平成25年） | 113              |
| 2014年（平成26年） | 107              |
| 2015年（平成27年） | 107              |
| 2016年（平成28年） | 107              |
| 2017年（平成29年） | 97               |
| 2018年（平成30年） | 93               |

## 車站周邊
車站周邊為舊荒川村中心。
- 國道140號
- 埼玉縣道72號秩父荒川線（日语：埼玉県道72号秩父荒川線）
- 荒川
  - 日野鷺橋（日语：日野鷺橋）
  - 荒川橋（日语：荒川橋）
- 安谷川
  - 安谷川橋樑（日语：安谷川橋梁）
- 道之驛安谷川（日语：道の駅あらかわ）
- 秩父市政廳荒川綜合分所
- 秩父市荒川保健中心
- 秩父市荒川勞動者福祉中心
- 秩父消防署南分署（秩父廣域市町村圈組合（日语：秩父広域市町村圏組合））
- 秩父市立荒川圖書館
- 荒川歷史民俗資料館
- 秩父市立荒川中學
- 秩父市立荒川幼稚園
- 淺間神社
- 川浦谷營地
- 弟富士片栗園
- 大塚片栗之里
- 蓮花園、水芭蕉園 （页面存档备份，存于）（日語）
- 日野礦泉
- 王國高爾夫俱樂部

## 相鄰車站
秩父鐵道
秩父本線
SL「Paleo Express」、急行「秩父路」
通過
普通
武州中川－武州日野－白久

## 注腳
1. ↑  【掲載】０９、運輸・TRANSPORTATION （页面存档备份，存于）（日語）

## 外部連結
- 車站情報 武州日野站（秩父鐵道） （页面存档备份，存于）（日語）